# علی بیلگین
علی بیلگین (انگلیسی: Ali Bilgin؛ زادهٔ ۱۷ دسامبر ۱۹۸۱) بازیکن فوتبال اهل ترکیه است.
از باشگاه‌هایی که در آن بازی کرده‌است می‌توان به باشگاه فوتبال قاسم‌پاشا اسپور، باشگاه فوتبال قیصریه‌اسپور، باشگاه فوتبال آنتالیااسپور، باشگاه فوتبال روت‌وایس اسن، باشگاه فوتبال فنرباغچه، و باشگاه ورزشی گوزتپه اشاره کرد.